# Liste der argentinischen Botschafter in Österreich

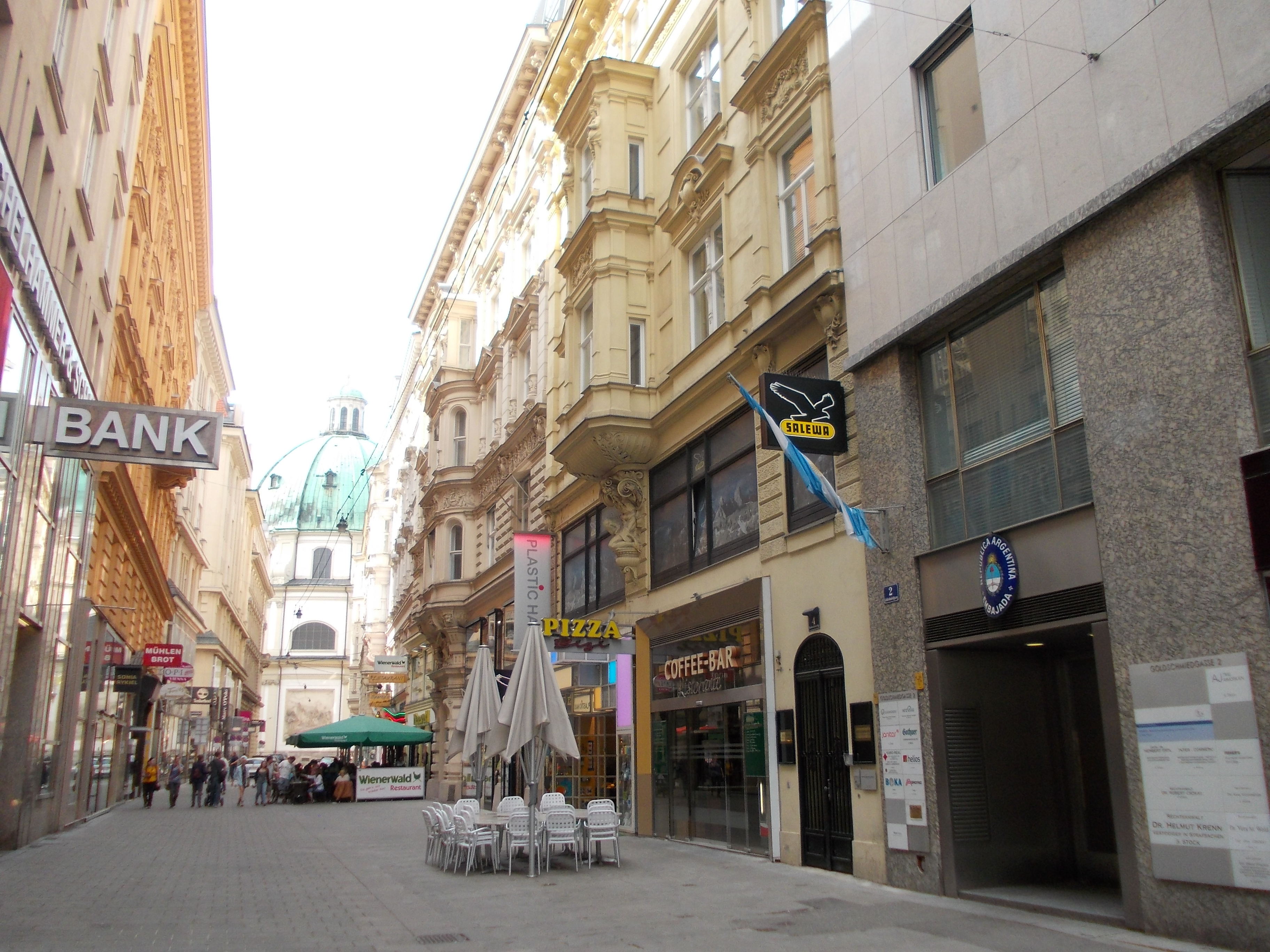
Die Botschaft befindet sich in der Goldschmiedgasse 2 in Wien.

Der Botschafter in Wien ist regelmäßig auch bei der Regierung in Zagreb akkreditiert und ständiger Vertreter der argentinischen Regierung beim Amtssitz der Vereinten Nationen in Wien, Büro der Vereinten Nationen für Drogen- und Verbrechensbekämpfung, bei der Organisation der Vereinten Nationen für industrielle Entwicklung, bei der Internationalen Atomenergie-Organisation und bei der Organisation des Vertrags über das umfassende Verbot von Nuklearversuchen.

## Geschichte
Im März 1932 heiratete Ulrich Ferdinand Kinsky (* 15. August 1893) in München Mathilde von dem Bussche-Haddenhausen, (* 24. Mai 1900 in Kairo; † 11. März 1974 in Buenos Aires) Tochter von Hilmar von dem Bussche-Haddenhausen von 1910 bis 1913 Gesandter in Buenos Aires in der Folge war die Botschaft bis 1978 im Palais Kinsky (Wien) untergebracht.
| Ernannt/akkreditiert | Name                          | Bemerkungen | ernannt von                    | akkreditiert während der Regierung von | Posten verlassen |
| -------------------- | ----------------------------- | --- | ------------------------------ | -------------------------------------- | ---------------- |
| 3. März 1879         | Mariano Balcarce              | außerordentlicher Gesandter und Ministre plénipotentiaire in Wien, Rom und Berlin | Nicolás Avellaneda             | Franz Joseph I.                        | 1. Jan. 1882     |
| 1. Jan. 1882         | Miguel Cané                   | außerordentlicher Gesandter und Ministre plénipotentiaire in Wien und Berlin | Julio Argentino Roca           | Franz Joseph I.                        | 1. Jan. 1884     |
| 1. Jan. 1884         | Miguel Cané                   | | Julio Argentino Roca           | Franz Joseph I.                        | 7. Jan. 1886     |
| 1886                 | Manuel Rafael García Aguirre  | * 10. November 1826 in Buenos Aires; † 5. April 1887 in Wien | Miguel Juárez Celman           | Franz Joseph I.                        |                  |
| 14. Mai 1887         | Pedro A. Pardo                | | Miguel Juárez Celman           | Franz Joseph I.                        | 28. Dez. 1887    |
| 28. Dez. 1887        | Héctor Alvarez (Diplomat)     | († 12. Oktober 1889 in Wien) der Eingang seines Rücktrittsgesuches wurde im Juni 1888 bestätigt. | Miguel Juárez Celman           | Franz Joseph I.                        | 12. Okt. 1889    |
| 12. Okt. 1889        | Eduardo Ibarbal               | Geschäftsträger | Miguel Juárez Celman           | Franz Joseph I.                        | 9. Nov. 1889     |
| 9. Nov. 1889         | Agustín Arroyo                | | Miguel Juárez Celman           | Franz Joseph I.                        | 16. Apr. 1891    |
| 1889                 | Héctor Álvarez                | | Miguel Juárez Celman           | Franz Joseph I.                        |                  |
| 1890                 | Agustín Arroyo                | bis 1890 Gesandter in La Paz | Carlos Pellegrini              | Franz Joseph I.                        | 1915             |
| 31. Dez. 1898        | Lucio V. Mansilla             | * 23. Dezember 1831 in Buenos Aires; † 8. Oktober 1913 in Paris; Julio Argentino Roca und Außenminister Amancio Alcorta ernannten ihn zum außerordentlichen Gesandten und Ministre plénipotentiaire in Berlin, Wien und Sankt Petersburg. | Julio Argentino Roca           | Franz Joseph I.                        | 13. März 1902    |
| 13. März 1902        | Vicente Gaspar Quesada        | Julio Argentino Roca und Außenminister Felipe Yofre ernannten ihn zum außerordentlichen Gesandten und Ministre plénipotentiaire in Berlin, Wien und Sankt Petersburg.                                                                     | Julio Argentino Roca           | Franz Joseph I.                        | 17. Mai 1905     |
| 30. Mai 1905         | Paulino Llambí Campbell       | Geschäftsträger | Manuel Quintana                | Franz Joseph I.                        | Okt. 1905        |
| 19. Apr. 1905        | Indalecio Gómez               | außerordentlicher Gesandter und Ministre plénipotentiaire in Wien, Berlin und Sankt Petersburg. von Octubre de 1905 bis 18. Februar 1909 in Wien anschließend Innenminister.                                                              | Manuel Quintana                | Franz Joseph I.                        | 11. Okt. 1910    |
| 18. Feb. 1909        | Fernando Pérez Sucre          | außerordentlicher Gesandter und Ministre plénipotentiaire in Wien | José Figueroa Alcorta          | Franz Joseph I.                        | 6. März 1922     |
| 27. März 1923        | Alberto J. Vignes             | Geschäftsträger | Marcelo Torcuato de Alvear     | Ignaz Seipel                           | 31. Dez. 1923    |
| 31. Dez. 1923        | Martín Bortagaray             | (* 5. Januar 1874 in Corrientes; † 29. Dezember 1933 in Buenos Aires): als Botschafter in Wien, Budapest und 1929 in Belgrad ernannt | Marcelo Torcuato de Alvear     | Ignaz Seipel                           | 31. Mai 1932     |
| 31. Mai 1932         | Eduardo Labougle Carranza     | Sitz in Berlin, wurde zum Botschafter in Berlin, Wien und Budapest ernannt | Agustín Pedro Justo            | Karl Buresch                           |                  |
| 2. Jan. 1932         | Eduardo N. Racedo             | Geschäftsträger | Agustín Pedro Justo            | Karl Buresch                           | 3. Okt. 1934     |
| 29. Mai 1937         | Felipe Chiappe                | Sitz in Budapest, Geschäftsträger in Wien | Agustín Pedro Justo            | Kurt Schuschnigg                       | 22. Apr. 1938    |
| 7. Juli 1937         | Carlos Brebbia                | wurde zum außerordentlichen Gesandter und Ministre plénipotentiaire in Wien ernannt, blieb aber im Landwirtschaftsministerium beschäftigt                                                                                                 | Agustín Pedro Justo            | Kurt Schuschnigg                       |                  |
| 7. Juli 1937         | Alberto Bafico                | Geschäftsträger | Agustín Pedro Justo            | Kurt Schuschnigg                       | 10. Okt. 1938    |
| 10. Okt. 1938        | José Manuel Llobet            | Die Ernennung wurde am 20. Januar 1939 vom Senat bestätigt, aber nach dem Anschluss Österreichs gab es keine argentinische Auslandsvertretung mehr in Wien.                                                                               | Roberto María Ortiz            | Arthur Seyß-Inquart                    |                  |
| 1948                 | Ernesto Roque Piaggio         | | Juan Perón                     | Leopold Figl                           | 1949             |
| 1949                 | Carmelo Ernesto Campolongo    | | Juan Perón                     | Leopold Figl                           | 1950             |
| 1950                 | Hector Francisco Russo        | | Juan Perón                     | Leopold Figl                           | 1953             |
| 1953                 | Lucas Inocencio de Olmos      | | Juan Perón                     | Julius Raab                            | 1956             |
| 1956                 | Pablo T. Santos Muñoz         | (* 26. August 1900 in Santiago del Estero) 1938: Der Argentinischen Botschaft in Berlin ist Herr Dr. Pablo Santos Muñoz als Botschaftsrat zugeteilt worden.                                                                               | Eduardo Lonardi                | Julius Raab                            | 1958             |
| 1958                 | Roberto Tomás Dalton          | General | Arturo Frondizi                | Julius Raab                            | 1958             |
| 1958                 | Robert Gâche                  | | Arturo Frondizi                | Julius Raab                            | 1960             |
| 1960                 | Adolfo Baltasar Estévez       | (* 8. Januar 1908 in Posadas; † 2. Juli 1982 in Buenos Aires) | Arturo Frondizi                | Julius Raab                            | 17. Dez. 1962    |
| 17. Dez. 1962        | Enrique Quintana Achával      | | José María Guido               | Alfons Gorbach                         | 1964             |
| Juni 1966            | Emilio C. Parodi              | Parteigänger der UCRP, trat am 22. April 1964 vom Amt des Leiters der Öffentlichkeitsarbeit von Arturo Illia zurück | Juan Carlos Onganía            | Josef Klaus                            |                  |
| 1967                 | Carlos Ortiz de Rozas         | (* 26. April 1926 in Buenos Aires; † 13. März 2014) | Juan Carlos Onganía            | Josef Klaus                            | 1970             |
| 1970                 | Carlos Alberto Fernández      | | Roberto Marcelo Levingston     | Bruno Kreisky                          | 1972             |
| 1973                 | Juan Ángel Peña Gaona         | († 5. Dezember 2003 in Buenos Aires) 1971–1973: Zeremonienmeister des Außenministeriums, 1977–1979: Botschafter in Oslo | Héctor José Cámpora            | Bruno Kreisky                          | Apr. 1976        |
| Apr. 1976            | Francisco José Pulit          | | Jorge Rafael Videla            | Bruno Kreisky                          | 1981             |
| 1972                 | Rubén A. Vela                 | Geschäftsträger | Alejandro Agustín Lanusse      | Bruno Kreisky                          | 1978             |
| 1983                 | Juan Carlos M. Beltramino     | | Raúl Alfonsín                  | Fred Sinowatz                          | 1986             |
| 1987                 | Roberto Guyer                 | | Raúl Alfonsín                  | Franz Vranitzky                        | 1989             |
| 1989                 | Jorge Alberto Taiana          | | Carlos Menem                   | Franz Vranitzky                        | 1993             |
| 6. Okt. 1998         | Juan Carlos Kreckler          | | Carlos Menem                   | Franz Vranitzky                        |                  |
| 30. Okt. 1999        | Augustin Arbor González       | | Carlos Menem                   | Franz Vranitzky                        |                  |
| 1995                 | Andrés Guillermo Pesci Bourel | | Carlos Menem                   | Franz Vranitzky                        | 1999             |
| 7. Nov. 2000         | Gustavo Eduardo Figueroa      | | Fernando de la Rúa             | Wolfgang Schüssel                      |                  |
| 2003                 | Elsa Kelly                    | 2000–2003: Botschafterin in Rom | Ramón Puerta                   | Wolfgang Schüssel                      | 2006             |
| Feb. 2006            | Eugenio María Curia           | (* 21. April 1953 in Buenos Aires) | Néstor Kirchner                | Wolfgang Schüssel                      |                  |
| 17. Sep. 2013        | Rafael Mariano Grossi         | | Cristina Fernández de Kirchner | Werner Faymann                         |                  |

Quelle: